# Berviller-en-Moselle
Berviller-en-Moselle är en kommun i departementet Moselle i regionen Grand Est (tidigare regionen Lorraine) i nordöstra Frankrike. Kommunen ligger i kantonen Bouzonville som tillhör arrondissementet Boulay-Moselle. År 2022 hade Berviller-en-Moselle 462 invånare.

## Befolkningsutveckling
Antalet invånare i kommunen Berviller-en-Moselle
| Referens: INSEE |